# Pottenbakkerij De Vier Paddenstoelen
Pottenbakkerij De Vier Paddenstoelen (Utrecht, 1920 - 1950) was een kleinschalige pottenbakkerij
die werd opgericht door vier kunstenaars (Jan van Ham (4 maart 1892 te Gouda - 21 juni 1989 te Utrecht), Cees van Muyen, Koen Mertens en Eelke Snel) die elkaar kenden van de Utrechtse Kunstaardewerkfabriek St. Lukas waar zij als plateelschilders en draaiers werkzaam waren.
Door financiële zorgen en onderlinge conflicten was de samenwerking van korte duur. In november 1920 vertrokken Mertens en Snel naar de Potterie Kennemerland te Velsen. Van Ham en Van Muyen hebben het bedrijf voortgezet en op 1 oktober 1921 bij de Kamer van Koophandel laten inschrijven als N.V. Pottenbakkerij De Vier Paddenstoelen. Het bedrijf was toen in Utrecht gevestigd in enkele ruimtes van de oude St. Lukasfabriek aan de Strosteeg. Deze samenwerking eindigde zomer 1923, waarna Van Ham alleen verderging. Zijn bedrijf verhuisde in 1934 naar de Verlengde Hoogravenseweg.
Op 11 januari 1941 is het bedrijf overgenomen door Kees van Moorsel. Na beslaglegging door de Duitsers is de pottenbakkerij verplaatst naar een voormalige timmerfabriek aan de Rijksstraatweg in Elst. Medewerkers waren onder meer Theo van Spanje, Herman Oldenhof en Leendert Blok. In 1951 werd de fabricage van sieraardewerk stopgezet.